# Sluitlaken
Een sluitlaken is een doek die een vrouw net na de bevalling zeer strak om haar middel en buik windt en die is bedoeld om de buikspieren te ontzien in de eerste dagen na de bevalling.
Tijdens de bevalling wijken de buikspieren een beetje uiteen (diastase) en kan de baarmoeder gaan rollen door de ruimte in de buik. Het sluitlaken wordt zeer strak om de buik heen gedragen om ervoor te zorgen dat alle organen op hun plaats blijven en de buikspieren weer de kans krijgen om aan te sterken.

## Geschiedenis
Vroeger werd in Nederland een sluitlaken standaard gedragen, maar zo rond 1970 raakte dit in onbruik. Ook in andere landen worden speciale doeken of elastische banden als alternatief voor een sluitlaken gebruikt.